# Brothers – Zwischen Brüdern
Brothers – Zwischen Brüdern ist ein dänischer Spielfilm der Regisseurin Susanne Bier aus dem Jahr 2004. Das Drama basiert auf einem Original-Drehbuch Biers und Anders Thomas Jensens und wurde unter anderem von dem Filmstudio Zentropa Entertainments produziert.

## Handlung
Im Glauben, das Richtige zu tun, fliegt der erfolgreich beim Militär dienende Major Michael Lundberg mit seiner Kompanie zum UN-Einsatz nach Afghanistan, um das vom Krieg zerstörte Land wieder aufzubauen. In den letzten vierzehn Stunden, die ihm noch bleiben, holt er seinen Bruder Jannik ab, der am selben Tag aus der Haft entlassen wird. Der Schulabbrecher ist das schwarze Schaf der Familie. Er wurde bei einem Banküberfall geschnappt. Während Jannik im Gefängnis saß, traf sich Michael mit dem vom Bruder überfallenen Opfer. Auf der Fahrt zurück nach Hause berichtet er seinem jüngeren Bruder davon und versucht ihn dazu zu bringen, dass er seine Tat bereut. Jannik aber ist wütend über die Einmischung des Älteren, zieht in voller Fahrt die Handbremse und verschwindet. Stunden später kreuzt er jedoch bei seinem Bruder mit einem Blumenstrauß auf. Zur Begrüßung des einen und zum Abschied des anderen findet ein Familienessen statt, das von den Vorwürfen des patriarchalischen Vaters Henning und Janniks Jähzorn überschattet wird. Um zwei Uhr nachts verabschiedet sich Michael von seiner Frau Sarah und seinen beiden Töchtern Natalia und Camilla. Vor allem die ältere Natalia ist gegen die Abreise des Vaters, was sie ihn auch deutlich spüren lässt. Schon wenige Stunden später befindet sich der Major mit seinen Männern auf dem Weg zum afghanischen Stützpunkt, wo er erfahren muss, dass ein Radartechniker vermisst wird. Als Michael mit einigen seiner Männer im Hubschrauber zum Einsatzort fliegt, um den verloren gegangenen Landsmann zu suchen, wird der Helikopter abgeschossen und stürzt in einen See.
Schon kurze Zeit später überbringen zwei Soldaten Michaels Familie die Nachricht vom Tod des Ehemannes und Vaters. Sarah, die Michael sehr geliebt hat, verfällt in tiefe Trauer. Jannik ist schockiert, als er vom Tod des Bruders hört, und fährt betrunken mit dem Familienwagen zu seinen Eltern. Auch seine Mutter Else und sein Vater Henning stehen unter Schock. Else sortiert alte LPs, während sich Janniks Vater in der Trauer um den tüchtigen Sohn betrinkt. Sarah kann noch am Tag der Trauerfeier nicht daran glauben, dass Michael tot ist. Tatsächlich hat ihr Ehemann den Absturz schwer verletzt überlebt und landet in der Gefangenschaft der Taliban. Hier trifft er auf den verloren gegangenen Radartechniker Nils Petter, der von den islamistischen Fundamentalisten schwer misshandelt wurde. Während Michael auf eine Chance zur Flucht wartet, wird daheim in Dänemark Sarah durch den betrunkenen Jannik aus ihrer Agonie gerissen: Sie muss ihm eines frühen Morgens die Zeche bezahlen, die er in einer Bar gemacht hat. Auf Anregung seines herrschsüchtigen Vaters kümmert sich Jannik um die Küche, die Michael halbfertig zurücklassen musste. Sarah und Jannik verbindet bald ein zärtliches Band der Freundschaft, und sie geben sich gegenseitig Halt und Kraft. Jannik findet einen Job bei einem Freund, der als Handwerker arbeitet, und erfährt tiefe Zuneigung von Sarah: Beim Anblick ihres Geburtstagsgeschenks, eines Fahrrades, küssen sie einander. Jannik kann sich mit der neuen Situation nicht anfreunden und betrinkt sich, besinnt sich aber, kehrt zu Sarah zurück und stellt die Küche fertig. Beide entschuldigen sich gegenseitig für den Kuss und tun ihn als einmalige Sache ab. Offensichtlich blühen beide jedoch in dieser unbestimmten Beziehung auf.
Michael erklärt derweil in der Gefangenschaft den Taliban die Bedienung einer erbeuteten Panzerfaust und richtet seinen dänischen Landsmann seelisch wieder auf. Beide werden später jedoch unvermittelt aus ihrem Verschlag geholt und Michael von den Islamisten vor eine schreckliche Entscheidung gestellt: Er soll Nils Petter mit einer Eisenstange töten, da jener als Radartechniker ohne Waffenkenntnisse für die Taliban ohne Wert sei. Dafür wird Michael das Leben versprochen. Michael hält dem psychischen Druck nicht stand und erschlägt Nils Petter. Kurze Zeit später erobern britische Soldaten das Lager und befreien ihn. Er leugnet, je Kontakt zu anderen gefangenen Soldaten gehabt zu haben. Wenig später kehrt er zu seiner Familie nach Dänemark zurück, die den Totgeglaubten freudig willkommen heißt, aber erkennen muss, dass er von dem in Afghanistan Erlebten traumatisiert ist. Einem befreundeten Militärkameraden erzählt er, dass er Nils Petter in der Gefangenschaft getroffen hat, wagt aber nicht davon zu berichten, was er tun musste, um selber zu überleben. Gleichzeitig beobachtet er Jannik und Sarah, die bei einem Ausflug auf die Eisbahn wie verliebte Teenager miteinander umgehen. Michael fragt seinen schockierten Bruder, ob er mit Sarah geschlafen habe, was dieser vehement verneint.
Als Michael Sarah die gleiche Frage stellt, beteuert sie wahrheitsgemäß, ihrem Ehemann auch nach seinem vermeintlichen Tod treu geblieben zu sein. Sie erwähnt aber den Kuss, den sie Jannik auf ihrer Geburtstagsfeier gab, worauf Michael unerwartet mit Gewalt reagiert. Schockiert von der Verwandlung ihres Ehemanns, versucht sie von ihm mehr über seine Erlebnisse in Afghanistan zu erfahren, doch weigert er sich, etwas preiszugeben. Er besucht heimlich die Witwe von Nils Petter, die einen Sohn hat, und macht ihr Hoffnungen, dass der Radartechniker noch lebe. Michaels aufgestauter Selbsthass entlädt sich endgültig bei Camillas Geburtstagsfeier. Die ältere Natalia behauptet beim Essen gegenüber der Familie, ihr Onkel und ihre Mutter hätten regelmäßig miteinander geschlafen. Ihr zurückgekehrter Vater flößt den Kindern Angst ein. Sie wünschen sich, Jannik träte an seine Stelle. Noch am selben Abend demoliert der betrunkene Michael die von Jannik fertiggestellte Küche und droht, Sarah und die Kinder umzubringen. In ihrer Not ruft Sarah telefonisch Jannik herbei, dem es gelingt, seinen Bruder in einen Kampf zu verwickeln, während Sarah mit den Kindern flieht. Als die Polizei eintrifft, entwendet Michael einem Beamten die Pistole und fordert die Polizisten auf, ihn zu erschießen. Die Situation kann ohne Blutvergießen geklärt werden und Jannik macht sich am nächsten Morgen daran, die Küche aufzuräumen. Während Sarah duscht, will Jannik zu ihr ins Badezimmer gehen, steht vor der Tür und überlegt zu klopfen, entscheidet sich dann aber doch, das Haus zu verlassen.
Am Ende des Films besucht Sarah Michael im Staatsgefängnis. Sie weiß, dass ihre Ehe nur gerettet werden kann, wenn sie erfährt, was Michael in Afghanistan zugestoßen ist. Als sie ihm droht, sich für immer von ihm zu trennen, wenn er ihr nicht endlich die Wahrheit sagt, bricht sein innerer Widerstand zusammen. Weinend liegt er an Sarahs Brust.

## Entstehungsgeschichte
Brothers – Zwischen Brüdern basiert auf einem Original-Drehbuch, das die Dogma-Filmemacherin Susanne Bier gemeinsam mit dem Regisseur und Drehbuchautor Anders Thomas Jensen verfasste. Bier war auf einen Artikel aufmerksam geworden, in dem die US-Armee den Frauen von Soldaten im Kriegseinsatz riet, nichts im Haus zu verändern. Auf einer Party erzählte sie Jensen, mit dem sie bereits an ihrem Erfolgsfilm Open Hearts zusammengearbeitet hatte, von diesem Motiv, von dem ausgehend sie das Drehbuch zu entwickeln begannen. Bier, die gemeinsam mit zwei Brüdern aufwuchs, war laut eigenem Bekunden immer von der Freundschaft zwischen Männern oder Brüdern fasziniert, bekräftigte aber, dass die in Brothers – Zwischen Brüdern erzählte Geschichte fiktiv sei.
Für die Hauptrollen des Brüderpaares konnten, obwohl körperlich und physiognomisch nicht sehr ähnlich, wie Susanne Bier zugab, die renommierten dänischen Schauspieler Ulrich Thomsen und Nikolaj Lie Kaas verpflichtet werden. Beide hatten bereits vier Jahre zuvor in Anders Thomas Jensens Actionkomödie Flickering Lights gemeinsam vor der Kamera gestanden. Für die weibliche Hauptrolle wurde die Dänin Connie Nielsen gewonnen, die ihren internationalen Durchbruch im Jahr 2000 mit der weiblichen Hauptrolle der Lucilla in Ridley Scotts Oscar-prämiertem Monumentalfilm Gladiator gefeiert hatte. Brothers – Zwischen Brüdern war Nielsens erster dänischer Film, obgleich sie in Dänemark geboren wurde. Regisseurin Susanne Bier fand, dass sich Connie Nielsens Akzent mehr schwedisch als dänisch anhörte und gab ihr deswegen einige Unterrichtsstunden in ihrer Heimatsprache. Nielsen hatte für mehrere Jahre in den USA gelebt und im Alltag nur noch selten ihre Muttersprache verwendet.
Die Dreharbeiten begannen im September 2003 und endeten im folgenden November. Gedreht wurde an Original-Schauplätzen in Kopenhagen, darunter dem weltbekannten Vergnügungspark Tivoli. Susanne Bier bestand darauf, dass die Schauspieler so wenig Make-up wie möglich verwendeten, und setzte die für den Dogmafilm typische Digitalkamera ein. Sie hielt sich jedoch nicht streng an die von Lars von Trier, Thomas Vinterberg, Kristian Levring und Søren Kragh-Jacobsen 1995 ausgearbeiteten Regeln.

## Rezeption
Der Film hatte in Dänemark am 27. August 2004 Premiere. In Deutschland war der Film einen Monat später auf dem Filmfestival Hamburg zu sehen, ehe er am 31. März 2005 offiziell in den deutschen Kinos startete. Die Premiere in den USA erfolgte im Januar 2005 auf dem Sundance Filmfestival. Zwar war dem Film der Dogma-Regisseurin kein finanzieller Erfolg beschieden, aber sowohl in Dänemark als auch international stand er in der Gunst der Kritiker, die Brothers – Zwischen Brüdern als bemerkenswertes psychologisches Drama ansahen und den Stoff mit der Geschichte von Kain und Abel bzw. griechischen Tragödien verglichen. Ebenfalls im Fokus standen die Leistungen der Darsteller, allen voran Ulrich Thomsen und Connie Nielsen als vom Krieg entfremdetes Ehepaar. Laut Susanne Bier, die ihren Film als eine Weiterentwicklung von Open Hearts ansieht, ist Brothers – Zwischen Brüdern eine Liebesgeschichte, aber nicht im traditionellen Sinn, sondern universell in einer harten und brutalen Welt, in der Liebe das einzige Mittel ist, um zu überleben. Sie widersprach, einen politischen Film gedreht zu haben, gab aber zu, dass das Werk ihre Angst und Besorgnis über den Krieg ausdrücke. Bier ist überzeugt davon, dass nach dem 11. September 2001 tiefgreifende Veränderungen stattgefunden haben – man befinde sich nicht mehr in einem geschützten und privilegierten Teil der Welt, und der Krieg sei nicht mehr weit entfernt von unserem eigenen Haus.
2009 entstand die US-amerikanische Wiederverfilmung Brothers von Jim Sheridan, in der Natalie Portman, Tobey Maguire und Jake Gyllenhaal die Hauptrollen bekleideten.
Der isländische Komponist Daníel Bjarnason schrieb 2017 die Oper Brothers mit einem Libretto von Kerstin Perski auf Grundlage der Filmhandlung. Sie wurde am 16. August 2017 im Musikhuset Aarhus uraufgeführt und anschließend auch in Island und Ungarn gezeigt.

## Kritiken
- „'Brothers - Zwischen Brüdern' … ist ein bemerkenswerter Film über das blindwütige Schicksal und die Sollbruchstellen menschlicher Existenz, dabei aber auch eine berührende Betrachtung über die Kraft der Liebe, wobei jegliches Abrutschen in ein simples Eifersuchtsdrama vermieden wird. Dafür sind die Figuren auch zu genau und zu vielschichtig entworfen, die Details gewissenhaft zusammengesetzt. Schuld, Scham und Sühne verhindern, dass sich der Soldat wieder so als wäre nichts geschehen in die Normalität integrieren kann und zerstören fast die Beziehung zwischen den Eheleuten. Susanne Bier, deren Kameramann Morton Soborg wunderbare Bilder mit der Digitalkamera zaubert, lässt in diesem stilistisch brillanten und emotional packenden Meisterwerk tiefe Trauer spüren, aber auch Hoffnung auf Vergebung. Und auf ein morgen nach dem Krieg.“ (Blickpunkt: Film)
- „Ein akribisches, nuanciertes, ungeheuer kraftvolles Drama über eine schon zersplitterte Familie, die durch eine scheinbare Tragödie ins Chaos gestürzt wird.“ (Hollywood Reporter)
- „Das fesselnde psychologische Drama der dänischen Filmemacherin Susanne Bier ist ihr zweiter Film in dem Geschehnisse, einer griechischen Tragödie würdig, durch ein zeitgenössisches therapeutisches Objektiv betrachtet werden.“ (New York Times)
- „… Angesichts dieser singulären Brutalität, die Morten Søborgs Kamera nüchtern einfängt, erscheinen einem die alten“Dogma„-Filme plötzlich wie harmlose Kindergeburtstagsvideos. Es ist wie ein Weckruf: Zehn Jahre lang ging es um die virtuellen Leichen im Keller dänischer Familien, nun bekommen wir es mit echten Toten in echten Krisengebieten zu tun. Daß einem das“Brüder„-Drama an Herz und Nieren geht, verdankt sich den Darstellern. Allen voran: der erneut unglaubliche Ulrich Thomsen als traumatisierter Soldat. Willkommen in der Wirklichkeit.“ (Die Welt)

## Auszeichnungen
Susanne Biers Drama galt seinerzeit als eine der besten dänischen Produktionen des Jahres und erhielt jeweils mehrere Nominierungen für den Preis der dänischen Filmakademie, den Robert, und vom Verband der dänischen Filmkritiker, die jedes Jahr die Bodil verleihen. Zwar wurde Brothers – Zwischen Brüdern mit einer Bodil für Connie Nielsen als Beste Hauptdarstellerin und den Robert für das Beste Original-Drehbuch prämiert, musste sich aber jeweils in der Kategorie „Bester Film“ Nikolaj Arcels Thriller King’s Game geschlagen geben. Bei der Verleihung des Europäischen Filmpreises 2005 galt Brothers – Zwischen Brüdern mit acht Nominierungen als Favorit, stand aber im Schatten von Michael Hanekes Thriller Caché und konnte sich in keiner Kategorie durchsetzen. Ferner erhielten Ulrich Thomsen und Connie Nielsen die Darstellerpreise auf dem San Sebastián International Film Festival, während die Produktion auch auf dem Sundance Film Festival und dem Indianapolis International Film Festival preisgekrönt wurde.

### Europäischer Filmpreis 2005
Europäischer Filmpreis 2005
- nominiert in den Kategorien
  - Bester Film
  - Beste Regie
  - Bestes Drehbuch
  - Bester Darsteller (Ulrich Thomsen)
  - Beste Darstellerin (Connie Nielsen)
  - Beste Filmmusik
  - Publikumspreis - Bester Darsteller (Ulrich Thomsen)
  - Publikumspreis - Beste Darstellerin (Connie Nielsen)

### Bodil 2005
Bodil 2005
- Beste Hauptdarstellerin (Connie Nielsen)
  - nominiert in den Kategorien
    - Bester Film
    - Bester Hauptdarsteller (Nikolaj Lie Kaas)
    - Bester Hauptdarsteller (Ulrich Thomsen)
    - Bester Nebendarsteller (Bent Mejding)

### Robert 2005
Robert 2005
- Bestes Original-Drehbuch
  - nominiert in den Kategorien
    - Bester Hauptdarsteller (Ulrich Thomsen)
    - Bester Nebendarsteller (Nikolaj Lie Kaas)
    - Bester Nebendarsteller (Bent Mejding)
    - Bester Filmsong
    - Bester Schnitt
    - Beste Spezialeffekte

### Weitere
Créteil International Women’s Film Festival 2005
- Publikumspreis - Bester Film

Filmfestival Hamburg 2004
- Kritikerpreis

Indianapolis International Film Festival 2005
- Spezialpreis der Jury für das Schauspielensemble (Connie Nielsen, Ulrich Thomsen, Bent Mejding und Nikolaj Lie Kaas)

San Sebastián International Film Festival 2004
- Bester Darsteller (Ulrich Thomsen)
- Beste Darstellerin (Connie Nielsen)
- nominiert als Bester Film

Sundance Film Festival 2005
- Publikumspreis
- nominiert für den Preis der Jury